# (706) Hirundo
(706) Hirundo ist ein Asteroid des Hauptgürtels, der am 9. Oktober 1910 vom deutschen Astronomen Joseph Helffrich in Heidelberg entdeckt wurde. 
Benannt ist der Asteroid nach Hirundo, einem Gattungsnamen für Vogelarten aus der Vogelfamilie der Schwalben (Hirundinidae).